# 梭子果属
梭子果属（学名：Eberhardtia）是山榄科下的一个属，为乔木植物。该属共有梭子果（Eberhardtia tonkinensis）、Eberhardtia krempfii和血胶树（Eberhardtia aurata）三种。
属名Eberhardtia为纪念法国植物学家Eberhard而命名。